# العلاقات اللاوسية المدغشقرية
العلاقات اللاوسية المدغشقرية هي العلاقات الثنائية التي تجمع بين لاوس ومدغشقر.

## مقارنة بين البلدين
هذه مقارنة عامة ومرجعية للدولتين:
| وجه المقارنة                                              | لاوس        | مدغشقر                      |
| --------------------------------------------------------- | ----------- | --------------------------- |
| المساحة (كم2)                                             | 236.80 ألف  | 587.04 ألف                  |
| عدد السكان (نسمة)                                         | 6.86 مليون  | 25.57 مليون                 |
| الكثافة السكانية (ن./كم²)                                 | 28.97       | 43.56                       |
| العاصمة                                                   | فيينتيان    | أنتاناناريفو                |
| اللغة الرسمية                                             | اللغة اللاو | اللغة الملغاشية، لغة فرنسية |
| العملة                                                    | كيب لاوي    | أرياري مدغشقري              |
| الناتج المحلي الإجمالي (بليون دولار)                      | 16.85 مليار | 11.50 مليار                 |
| الناتج المحلي الإجمالي (تعادل القوة الشرائية) بليون دولار | 38.71 مليار | 35.51 مليار                 |
| الناتج المحلي الإجمالي الاسمي للفرد دولار أمريكي          | 1.82 ألف    | 401                         |
| الناتج المحلي الإجمالي للفرد دولار أمريكي                 |             | 1.44 ألف                    |
| مؤشر التنمية البشرية                                      | 0.575       | 0.510                       |
| رمز المكالمات الدولي                                      | +856        | +261                        |
| رمز الإنترنت                                              | .la         | .mg                         |
| المنطقة الزمنية                                           | ت ع م+07:00 | ت ع م+03:00                 |

## منظمات دولية مشتركة
يشترك البلدان في عضوية مجموعة من المنظمات الدولية، منها:
| علم المنظمة | اسم المنظمة                        | تاريخ انضمام لاوس | تاريخ انضمام مدغشقر |
| ----------- | ---------------------------------- | ----------------- | ------------------- |
|             | منظمة حظر الأسلحة الكيميائية       | ?                 | ?                   |
|             | البنك الدولي للإنشاء والتعمير      | 5 يوليو 1961      | 25 سبتمبر 1963      |
|             | الأمم المتحدة                      | 14 ديسمبر 1955    | 20 سبتمبر 1960      |
|             | منظمة الشرطة الجنائية الدولية      | ?                 | ?                   |
|             | وكالة ضمان الاستثمار متعدد الأطراف | 5 أبريل 2000      | 8 يونيو 1988        |
|             | يونسكو                             | 9 يوليو 1951      | 10 نوفمبر 1960      |
|             | مؤسسة التنمية الدولية              | 28 أكتوبر 1963    | 25 سبتمبر 1963      |
|             | مؤسسة التمويل الدولية              | 29 يناير 1992     | 27 سبتمبر 1963      |